# Фриланд (Вашингтон)
Фриланд (енгл. Freeland) насељено је место без административног статуса у америчкој савезној држави Вашингтон.

## Демографија
По попису из 2010. године број становника је 2.045, што је 732 (55,8%) становника више него 2000. године.
| Група             | 2000.         | 2010.         |
| Белци             | 1.216 (92,6%) | 1.847 (90,3%) |
| Афроамериканци    | 6 (0,5%)      | 18 (0,9%)     |
| Азијати           | 11 (0,8%)     | 35 (1,7%)     |
| Хиспаноамериканци | 35 (2,7%)     | 59 (2,9%)     |
| Укупно            | 1.313         | 2.045         |